# COROT-11 b
COROT-11b – planeta pozasłoneczna typu gorący jowisz, znajdująca się w kierunku konstelacji Węża w odległości około 1825 lat świetlnych od Ziemi. Została odkryta w 2010 roku przez satelitę COROT. Planeta ta ma masę około 2,33 MJ oraz promień o 43% większy od promienia Jowisza. Obiega swoją gwiazdę z okresem ok. 3 dni.
Macierzysta gwiazda planety obraca się wokół własnej osi w czasie krótszym niż dwa dni. Dla porównania, okres rotacji Słońca wynosi 26 dni. Ponieważ szczególnie trudno jest potwierdzić istnienie planet wokół szybko rotującej gwiazdy, więc odkrycie to jest znaczącym sukcesem zespołu Corot.
| Jowisz | COROT-11 b |
| ------ | ---------- |
|        |            |